# Botiga de Lluís Salvador
Botiga de Lluís Salvador és una obra de la Sénia (Montsià) inclosa a l'Inventari del Patrimoni Arquitectònic de Catalunya.

## Descripció
Botiga de roba i habitatge. Interessa més la botiga en si que l'edifici on es troba. Aquest s'aixeca entre mitgeres i consta de planta i dos pisos; a la façana, planta baixa amb porta central i dos aparadors laterals de fusta i secció rectangular, amb el rètol "La Maravilla, Luís Salvador" a sobre; en el 1r. pis tribuna de fusta i vidre, i en el segon balcó amb dues portes emmarcades per motllures; en el nivell superior barana; mur d'arrebossat i simulant carreus. A l'interior, la botiga ocupa part de la planta i 1r. pis; es conserva intacta l'estructura de fusta original que envolta els murs en forma de dos nivells de prestatges que corresponen l'inferior a la planta i el 2n. al 1r. pis; entre ambdós hi ha una estreta galeria de fusta en forma de balcó obert a l'interior, que rodeja el perímetre de l'estança.

## Història
La botiga es va obrir l'any 1927 pel pare dels actuals propietaris, Luis Salvador, encara que la casa en sí feia uns 10 anys que estava construïda. Luis Salvador havia estat d'aprenent a una altra botiga de roba coneguda com a "Casa Froilan", situada en el solar que actualment ocupa la sucursal de la Caixa d'Estalvis Provincial de Tarragona (c. Sant Antoni). Hi ha en el c. Jaume I n.5 una altra botiga de roba que té l'interior molt semblant a l d'aquesta. El 1991 ja no s'utilitza com a botiga, però se n'ha mantingut l'estructura interior.
En 2005 es va desmantellar la botiga, i és molt possible que ja no conservi la seva decoració inicial. La última notícia, del 2008, és que la galeria del primer pis i la porta d'entrada i aparador han estat molt modificats (substituïts per una estructura de perfil d'alumini), fins al punt d'haver perdut el seu valor patrimonial